# Code des ports maritimes
Le Code des ports maritimes est un code français regroupant des dispositions relatives au fonctionnement des ports maritimes de France encadrés pour son exploitation et administration. Il est remplacé par le Code des transports à son entrée en vigueur en 2010.

## Plan
Le code comprend six livres : 
1. Création, organisation et fonctionnement des ports maritimes
2. Droits de port et de navigation
3. Police des ports maritimes
4. Voies ferrées portuaires
5. Régime du travail dans les ports maritimes
6. Ports maritimes relevant des collectivités territoriales et de leurs groupements

## Modifications
En 2010, l'article 189 de la loi Grenelle II a ajouté un chapitre VI au titre V du livre Ier du code des ports maritimes. Ce nouveau chapitre est relatif aux dispositions tendant à assurer l’adoption, dans les ports maritimes décentralisés, « de plans de réception et de traitement des déchets d’exploitation des navires et des résidus de cargaison ». En cas de carence d'élaboration de ce plan 1 an après mise en demeure, l'État prélèvera directement sur les ressources fiscales de la collectivité territoriale ou groupement compétent, en tenant compte, le cas échéant, des difficultés rencontrées par la collectivité territoriale ou le groupement compétent.